# Elisabet Hasselberg Olsson

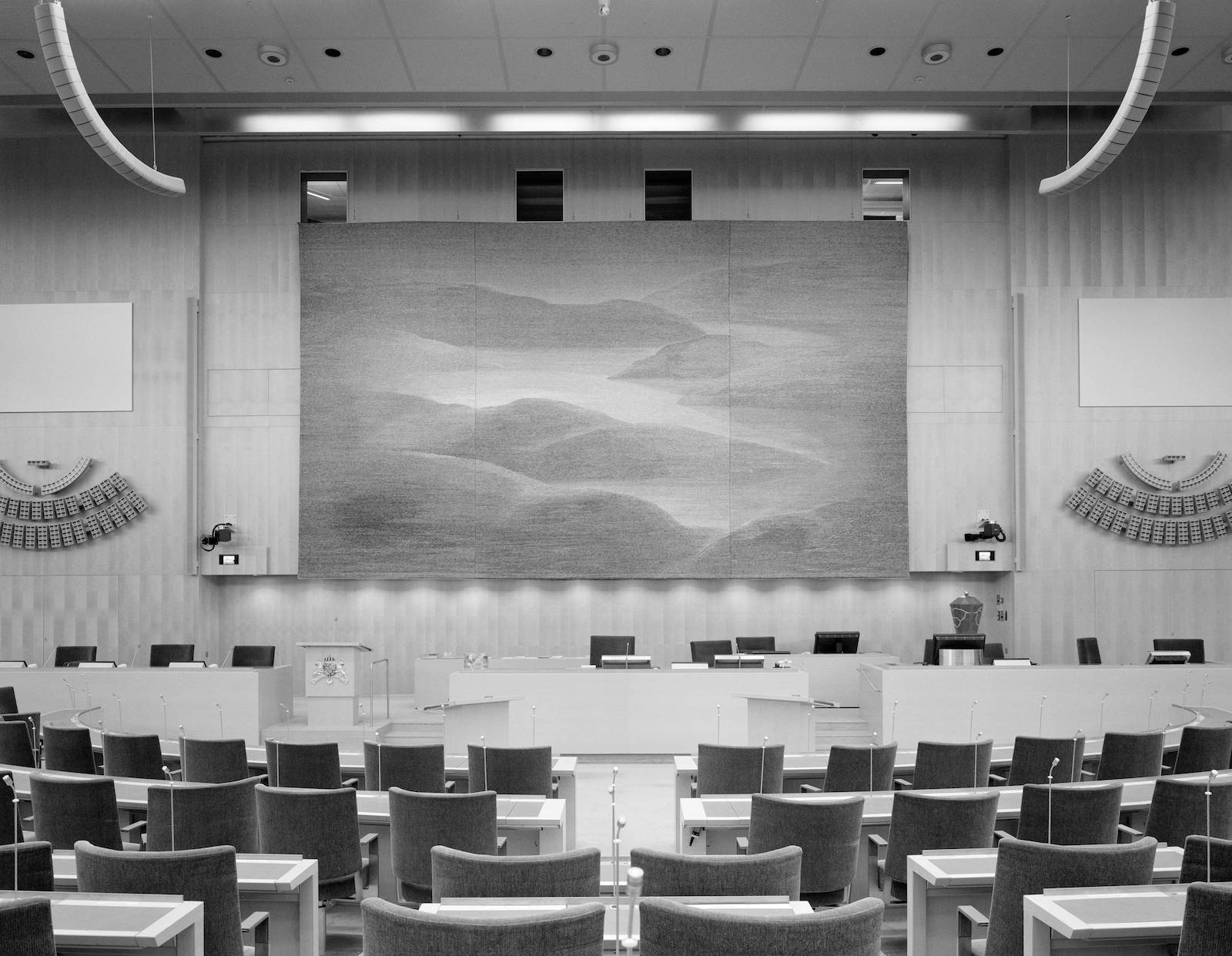
Minnet av ett landskap, 1983. Interiör Riksdagens Plenisal

Anna Elisabet Vilhelmina Hasselberg Olsson, född 15 oktober 1932 i Göteborg, död 6 september 2012 i Täby, var en svensk textilkonstnär. 
Hasselberg Olsson skapade ett stort antal textilier till offentliga miljöer och är främst känd för den nära 57 kvadratmeter stora Riksväven ”Minnet av ett landskap”, som sedan 1983 hänger i plenisalen i Sveriges riksdag.
Elisabet Hasselberg Olsson började väva 1964 och var självlärd som textilkonstnär. Vävnaderna i lingarn gestaltar landskap och arketypiska rum. I en ofta grå färgskala använde hon sig av ljuset i gestaltandet. Hon är representerad på Nationalmuseum i Stockholm med flera vävnader och hennes verk har visats i bland annat Frankrike, USA, Kanada och Japan. Hennes sista stora separatutställning hölls på Prins Eugens Waldemarsudde i Stockholm 1993. 
År 1985 fick hon motta Prins Eugen-medaljen.
Elisabet Hasselberg Olsson var från 1956 gift med arkitekten och konstnären John Olsson, med vilken hon hade ett nära samarbete. Tillsammans fick de dottern Anna Nittve. Makarna är gravsatta i minneslunden på Täby norra begravningsplats.

## Utställningar

### Separatutställningar i urval
- 1971 Galleri Glaucus, Stockholm
- 1975 Sundsvalls museum
- 1975 Södertälje konsthall
- 1976 Form/Design Center, Malmö
- 1978 Images tissees, Centre Culturel Suédois, Paris
- 1981 Galleri Österdahl, Stockholm
- 1985 Härnösands konsthall
- 1988 Bildvävar 1965–1988, Västerbottens museum, Umeå
- 1988 Södertälje konsthall
- 1988 Borås konstmuseum
- 1988 Tomelilla konsthall
- 1991 Galleri Österdahl, Stockholm
- 1993 Bildvävnader, Prins Eugens Waldemarsudde, Stockholm
- 2005 Textila bilder, Skellefteå Konsthall
- 2006 Lidingö konsthall (tillsammans med maken John Olsson)

### Grupputställningar i urval
- 1965 Elsa Gullberg AB, Stockholm (samt 1965, 1966)
- 1965 (samt 1966, 1967) Hantverket, Stockholm
- 1969 Form/Design Center, Malmö
- 1969 Finnish Design Center, Helsingfors
- 1969 Röhsska museet, Göteborg
- 1969 Södermanlands museum, Nyköpings
- 1969 Jönköpings läns museum
- 1969 (samt 1970, 1971, 1972, 1973) ”Ting och bruksting”, Liljevalchs konsthall, Stockholm
- 1971 ”Ting och bruksting” Sundsvalls museum, Form/Design Center, Malmö
- 1972 ”Nordisk textil” Galleri Plaisiren, Hässelby slott
- 1973 ”Expressions textiles nordiques”, Angers, Frankrike
- 1973 ”Fri textil”, Lunds konsthall
- 1974 ”The First World Crafts Exhibition”, Toronto, Kanada
- 1974 “Schwedishe Tage”, Mannheim, Tyskland
- 1974 ”Das schwedische Zimmer”, Hannover, Tyskland
- 1974 ”Det svenska rummet”, Nationalmuseums vandringsutställning
- 1974 (samt 1975) ”Ting och bruksting”, Kulturhuset, Stockholm
- 1976 ”Tre temperament i väv”, Nationalmuseum, Stockholm
- 1976 ”Swedish textile art – five temperaments”, vandringsutställning i Mexico, Kuba, Kanada
- 1977 ”Expressions Suédoises”, Bryssel
- 1978 ”Scandinavian Crafts”, The National Museum of Modern Art, Tokyo, Japan
- 1979 ”Scandinavian Crafts”, The National Museum of Modern Art, Kyoto, Japan
- 1978 ”Hus och träd”, Göteborgs konsthall
- 1982 ”Scandinavia Today”, vandringsutställning i USA
- 1982 ”Aktuell Svensk Form”, vandringsutställning Sverige, Norge, Danmark, Finland
- 1987 ”Fyra material”, Galleri Österdahl, Stockholm
- 1987–1988 ”Scandinavia Craft Today”, vandringsutställning i Japan och USA
- 1992 ”Final”, Galleri Österdahl, Stockholm
- 1993 ”Exhibition of tapestries and sculptures of contemporary artists”, Japan
- 1994 “A new century in European design”, vandringsutställning i Japan